# Susuacanga opaca
Susuacanga opaca är en skalbaggsart som först beskrevs av Chemsak och Linsley 1973.  Susuacanga opaca ingår i släktet Susuacanga och familjen långhorningar.
Artens utbredningsområde är:
- Guatemala.
- Honduras.

Inga underarter finns listade i Catalogue of Life.